# Paraepepeotes isabellinoides
Paraepepeotes isabellinoides är en skalbaggsart som beskrevs av Stefan von Breuning 1960. Paraepepeotes isabellinoides ingår i släktet Paraepepeotes och familjen långhorningar. Inga underarter finns listade i Catalogue of Life.